# Leon Schlumpf
Leon Schlumpf (ur. 3 lutego 1925 w Felsberg, zm. 7 lipca 2012 w Chur) – szwajcarski polityk .

## Życiorys
Studiował nauki prawne na uniwersytecie w Zurychu, obronił doktorat praw. Pracował jako adwokat i notariusz, wchodził w skład rad nadzorczych wielu przedsiębiorstw.
Działacz Szwajcarskiej Partii Ludowej; w latach 1964–1974 zasiadał w Radzie Narodowej (izbie niższej parlamentu), następnie w Radzie Kantonów (izbie wyższej). Pracował w komisji ds. kontroli cen Rady Kantonów. 5 grudnia 1979 został wybrany w skład Rady Związkowej (rządu) w miejsce Rudolfa Gnägiego; kierował departamentami łączności i energetyki oraz obrony. W 1983 pełnił funkcję wiceprzewodniczącego, a w 1984 przewodniczącego Rady Związkowej (prezydenta Szwajcarii).
Pracę w Radzie Związkowej zakończył 31 grudnia 1987, jego miejsce zajął Adolf Ogi.